# Adolf Kober
Adolf Kober (ur. 3 września 1879 w Bytomiu, zm. 30 grudnia 1958 Nowym Jorku) – niemiecki i amerykański rabin oraz historyk.

## Życie
Studiował historię, filozofię i orientalistykę na Uniwersytecie Wrocławskim, jego absolwentem został w 1903. Pracę dyplomową poświęcił historii Żydów w średniowiecznej Kolonii. Studiował też w seminarium rabinackim i w 1907 otrzymał certyfikat potwierdzający kompetencje rabina. Od 1908 był rabinem pomocniczym i nauczycielem religii w Kolonii, później (do 1918) rabinem miejskim i okręgowym Wiesbaden, w latach 1916-1939 pełnił funkcję rabina gminy w Kolonii, wówczas największej gminy żydowskiej w Niemczech. W 1928 założył Jüdische Lehrhaus, ośrodek kształcenia dorosłych. W latach trzydziestych był współwydawcą prestiżowego pisma poświęconego historii Żydów w Niemczech „Zeitschrift für die Geschichte der Juden in Deutschland”. W 1939 wyemigrował do USA. Był przewodniczącym stowarzyszenia dobroczynnego Blue Card. Także w Stanach Zjednoczonych pozostawał aktywny jako historyk Żydów w Nadrenii. Kolonię odwiedził w latach 1953, 1957.

## Dzieła
- Cologne, The Jewish Publication Society of America, Philadelphia 1940
- Jewish Monuments of the Middle Ages in Germany. One Hundred and Ten Tombstone Inscriptions from Speyer, Cologne, Nuremberg and Worms (1085-c. 1428), cz. 1, in: Proceedings of the American Academy for Jewish Research 14 (1944), s. 149–220, cz. 2, ibidem 15 (1945), s. 1–91
- Studien zur mittelalterlichen Geschichte der Juden in Köln am Rhein, insbesondere ihres Grundbesitzes,. Breslau 1903
- Grundbuch des Kölner Judenviertel 1135–1425. Ein Beitrag zur mittelalterlichen Topographie, Rechtsgeschichte und Statistik der Stadt Köln, Bonn 1920
- Aus der Geschichte der Juden im Rheinland. [W:] Rheinischer Verein für Heimatpflege und Heimatschutz 1/24 (1931), s. 11–98

## Literatura
- Ralf-Erik Dode, hasło Kober, Adolf, przeł. Sława Lisiecka [W:] Nowy leksykon judaistyczny, red. Julius H. Schoeps, Warszawa 2007, s. 446
- Tobias Arand, Die jüdische Abteilung der Kölner 'Jahrtausend-Ausstellung der Rheinlande' 1925. Planung, Struktur und öffentlich-zeitgenössische Wahrnehmung. [W:] Jüdisches Leben im Rheinland – Vom Mittelalter bis zur Gegenwart, red Monika Grübel, Georg Mölich. Köln, Weimar, Wien 2005, s. 194–213
- Ausstellungskatalog Historisches Archiv der Stadt Köln – NS-Dokumentationszentrum ‚Jüdisches Schicksal in Köln 1918–1945’. Köln 1988, s. 24–26
- Alvin Müller-Jerina, Adolf Kober (1879–1958). Versuch einer Bio-Bibliographie anläßlich seines 30. Todestages, “Menora” 1 (1990), s. 278–296